# 杜循
杜循（1533年—？），字伯理，江西南昌府豐城縣人，軍籍，明朝政治人物。

## 生平
嘉靖四十三年（1564年）甲子科江西鄉試第五十七名舉人。隆慶二年（1568年）中式戊辰科會試第七十三名，三甲第二百七十九名進士。官府学教授。

## 家族
曾祖杜玉珷；祖父杜士繹；父杜擴，母丁氏。具庆下。兄杜德。弟杜衍、杜衡。